# Mercedes Castellanos de Anchorena

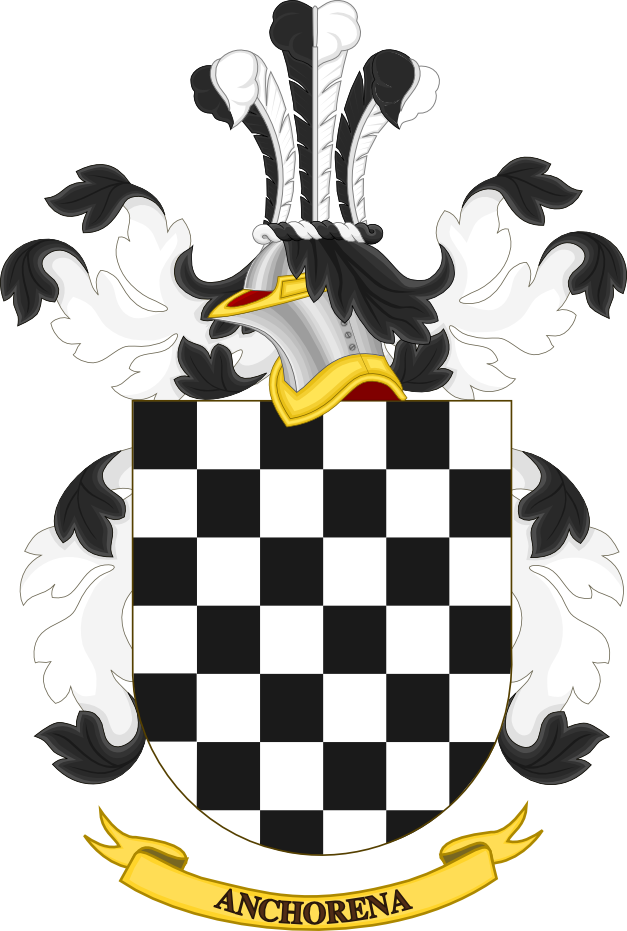
Escut d'Armes de la família Anchorena

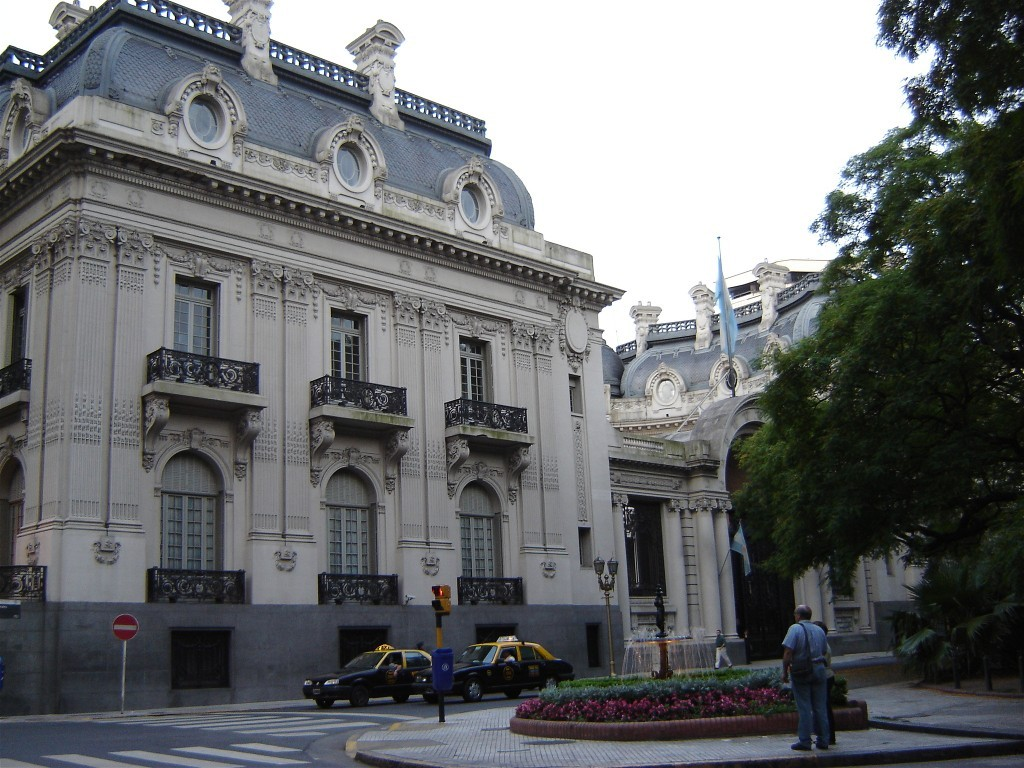
Edifici de l'històric Palacio Anchorena, actual Palacio San Martín

Mercedes Castellanos de Anchorena (Rosario, província de Santa Fe, 24 de setembre de 1840 - Buenos Aires, 9 de juliol de 1920) coneguda també com a Comtessa Pontifícia María Luisa de les Mercedes Castellanos de la Iglesia, va ser una filantropa, destacada aristòcrata argentina de la segona meitat del segle xix i primeres dècades del segle xx que va encarregar a l'arquitecte Alejandro Christophersen la construcció del Palau d'Anchorena, edifici conegut com Palau Sant Martín, seu cerimonial de la Cancelleria de la República Argentina.
Va impulsar la construcció de diversos edificis per a l'Església. Va erigir la Basílica del Santíssim Sagrament, en un terreny de Buenos Aires, que ella mateixa va cedir, va donar l'altar de marbre del Senyor del Miracle a la Catedral de Salta i part de les instal·lacions del Seminari Conciliar de Buenos Aires, inaugurat l'any 1897, juntament amb l'arquebisbe Uladislao Castellà i amb el president José Evaristo Uriburu. Va exercir la beneficència i va donar beques a joves de l'interio que eren aptes per ser admesos al Col·legi Pius Llatí de Roma. Per tot això va ser la primera dona argentina a qui la Santa Seu va atorgar el títol nobiliari pontifici de Comtessa Pontifícia i a més la va condecorar com a Dama de la Rosa d'Or.
El seu pare va ser Aarón Castellanos Velasco i la seva mare Secundina de la Iglesia Castro. Es va casar amb Nicolás Hugo Anchorena Arana, nebot de Tomás Manuel de Anchorena, el 24 de setembre de 1864 i van tenir deu fills: Nicolás María Serviliano (20 d'abril de 1866 - 2 de novembre de 1889), Mercedes Benita (4 de març de 1869 - 28 d'abril de 1869), Mercedes Dionisia (5 de juny de 1871 - 19 de desembre de 1890), Amalia Valentina (14 de febrer de 1872 - 16 de març de 1907), Aarón (6 de juny de 1873 - 6 de juny de 1873), Matilde Lidia (11 de setembre de 1875 - 25 de juny de 1969), Josefina Anacleta (13 de juliol de 1876 - data desconeguda), Aarón Félix (5 de novembre de 1877 - 24 de febrer de 1965), Enrique Justino Pascual (13 d'abril de 1879 - data desconeguda) i Emilio Evaristo (11 de novembre de 1880 - 17 de desembre de 1916).
Era una dona extremadament rica, propietària de més de 340.000 hectàrees a Buenos Aires i a Neuquén.
El regal de matrimoni que va fer a la seva filla Josefina Anchorena en casar-se aquesta amb l'escriptor Enrique Larreta el 1903 va ser un palau que havia estat construït l'any 1886 per l'arquitecte Ernesto Bunge. Posteriorment es va convertir en la seu del Museu d'Art Español Enrique Larreta.